# 上立神岩
上立神岩（かみたてがみいわ）は、兵庫県南あわじ市沼島にある岩礁、奇岩。高さ約30メートル。淡路八景や淡路島百景の1つ。沼島のシンボルともされる。主にトレモライト岩から構成される。国生み神話にゆかりのある場所として、古くから地元の人々に親しまれている。江戸時代の『和漢三才図会』にも言及がみられる。

## 名称
1930年（昭和5年）発行の『兵庫県史蹟名勝天然紀念物調査報告』や江戸時代の地誌『淡路国名所図絵』などでは、上立神としている。上立神岩とその南西約1キロメートルにある下立神岩（しもたてがみいわ）の2つの岩の総称またはそれぞれの岩の別称として立神岩と呼ぶこともある。地元では親しみを込めて立神さんとも呼ばれる。単に立神とも。
読みは「かみたてがみいわ」のほか、「かみたてかみいわ」「かみだてかみいわ」「うえたてがみいわ」とも。英語ではKamitategami rock、Kamitategami-iwa Rock、Kamitate Kami Iwa stoneなどとも表記される。

## 位置
沼島は淡路島の南約4.5キロメートルにある、周囲約10キロメートルの離島であり、紀伊水道の北西部に位置し、瀬戸内海国立公園に属している。沼島の南部から東部にかけての海岸は太平洋の波風をまともに受けるため、平バエ（平碆岩）やあみだバエ（阿弥陀波培）など、地元でバエ（碆、波培）と呼ばれる岩礁が多く見られ、上立神岩もその中の1つである。上立神岩は沼島東南岸の沖にあり、上立神岩展望場や沼島散策周遊道路などから見ることができる。

## 形状
縦に長い円錐の形状をしており、しばしば矛先にたとえられる。頂部は天を向いて細く尖っている一方で、海面付近の幅は約7メートルに達する。海面からの高さは、約30メートルとされるが、2009年（平成21年）3月発行の『広報南あわじ』では30メートル超とされており、また『淡路国名所図絵』では18間（およそ32.8メートル）程度となっている。ただし『兵庫県史蹟名勝天然紀念物調査報告』や神戸新聞出版センター編『兵庫県大百科事典 上』では15メートルとなっている。
もともとは下立神岩のほうが上立神岩より高かったが、下立神岩は1854年（安政元年）の大地震および1934年（昭和9年）の室戸台風により上半分が崩落したため、高さが13メートルとなった。岩の北西側中央部にはハート型のくぼみがあり、そのくぼみを見つけることができた人には恋愛成就や夫婦円満のご利益があるといわれている。

## 岩質
淡路島の南端を東西方向に中央構造線が走っているため、淡路島と沼島の地質は大きく異なる。沼島は、全域が三波川変成岩類で構成されており、島の北部には主として緑色片岩が、南部には主として泥質片岩が分布している。上立神岩は、主としてトレモライト岩（透角閃石岩）から構成されている。不安定な形状をしているが、水平方向に伸びるヒンジ線を有する強固な泥質片岩が南東側にあり、これが支持体の役割を果たしている。

## 伝説
伝説によると、イザナギとイザナミの2柱の神がオノゴロ島に降り立ち、イザナギが左から、イザナミが右から天の御柱（あめのみはしら）を回って婚姻を行おうとしたが、その方法を知らないことに気づいた。そのときセキレイが2羽舞い降りてきて、付近にある「ゆるぎバエ」（揺波培）という岩礁の上にとまって尾を上下に揺すってイザナギとイザナミに方法を教えたとされ、上立神岩が天の御柱のモデルであるといわれている。
オノゴロ島は沼島であるとする説があり、また2神は上立神岩に降り立ったとする説がある。オノゴロ島は上立神岩であるとする説もある。上立神岩は、2神が海原をかき回すのに使った天沼矛（あめのぬぼこ）の先端のモデルであるとする説もある。江戸時代の事典『和漢三才図会』によると、上立神岩は竜宮城の華表（表門）にあたるとされる。

## 評価
1928年（昭和3年）、上立神岩のほかに大浜海岸や慶野松原、鳴門の渦潮などを含む淡路八景が住民投票により選出された。一般投票の結果をもとに2013年（平成25年）に淡路県民局などが選定した淡路島百景に選ばれている。諭鶴羽山や吹上海岸などとともに南淡自然八景にも選ばれている。日本経済新聞土曜版「NIKKEIプラス1」（2019年3月16日付）のランキング企画「自然のマジック 訪ねたいフォトジェニックな奇岩10選」で6位に選ばれ、いこーよ奇岩アナリストの石原智は「キング・オブ・ザ奇岩」と評した。『淡路国名所図絵』は「当国第一の奇」との評価を記載している。兵庫県が作成しているレッドデータブックによる貴重性のランクは、2003年版および2011年版のいずれでもBランクとなっている。

## 生態
例年10月頃から翌3月頃にかけて、沼島南岸地域、とりわけ上立神岩付近から仏堂（ぶつどう、屏風岩）付近にかけての地域の岸壁や岩礁に、北海道や東北地方の太平洋沿岸などから数百羽に上るウミウが冬鳥として渡来し越冬している。これほどの規模の集団渡来地は日本全国でも珍しいものとされ、1971年（昭和46年）4月1日には、沼島のウミウ渡来地が兵庫県指定の天然記念物に指定されている。

## 文化
毎日放送が製作し、2007年（平成19年）に放送されたドラマ『暖流』のオープニング映像に慶野松原とともに採用された。2016年に開催された「淡路花祭2016秋」において、淡路島が日本遺産に認定されたことを記念して園芸家石原和幸が制作したフラワーオブジェ「上立神岩」の展示が行われた。淡路島日本遺産委員会が制作し、2022年（令和4年）4月に公開されたロールプレイングゲーム『はじまりの島 日本創世譚』の終盤に上立神岩が登場している。

## アクセス
淡路島の土生港から沼島汽船で約10分、沼島港で下船後、沼島の中央部を縦断する道を徒歩約15分。